# 隐私权

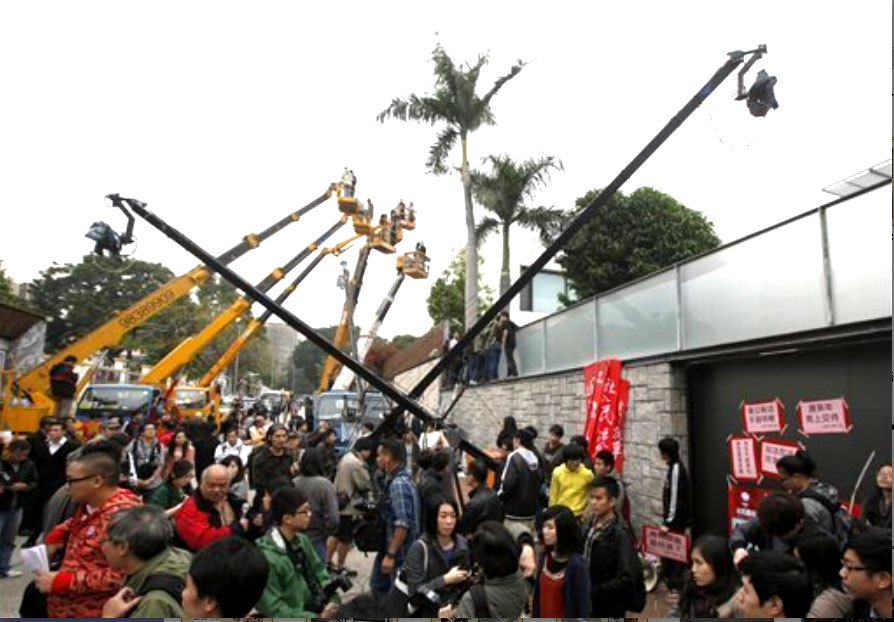
新聞自由、公眾利益和個人隐私，或有矛盾（圖為香港媒體使用吊車拍攝唐英年的住宅）

隱私權，指個人人格上的利益不受不法僭用或侵害，個人與大眾無合法關聯的私事，亦不得妄予發布公開，而其私人活動，不得以可能造成一般人的精神痛苦或感覺羞辱之方式非法侵入的權利。是为众多法律系统所支持的一种人身基本权利。由于它的存在，政府和民间团体的某些活动受到一定的限制。
隱私權是指個人或群體隔離自己或有關自己的信息的權利。在商業世界，人們可能會自願提供個人詳細信息，包括廣告信息，以便獲得某種利益。公眾人物可能受制於公共規則。

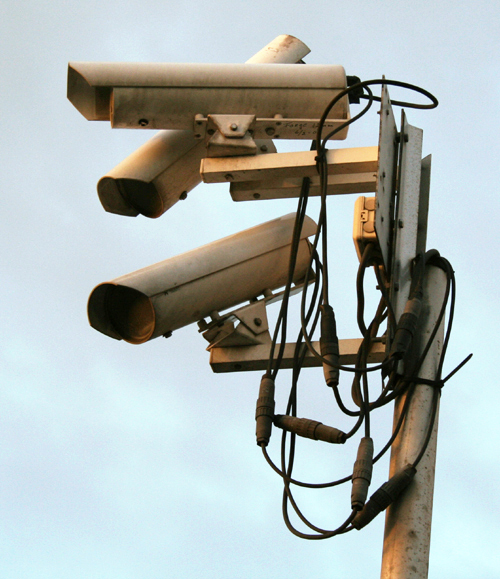
某些監控可能侵犯了隱私權

## 國際文件

### 《世界人权宣言》
隐私权在联合国颁布的《世界人权宣言》中的第十二条中明确定义：
|  | 任何人的私生活、家庭、住宅和通信不得任意干涉，他的荣誉和名誉不得加以攻击。 人人有权享受法律保护，以免受这种干涉或攻击。 |

### 《公民與政治權利國際公約》
隱私權在《公民與政治權利國際公約》中的第十七條
|  | 一 任何人之私生活、家庭、住宅或通信，不得無理或非法侵擾，其名譽及信用，亦不得非法破壞。 二 對於此種侵擾或破壞，人人有受法律保護之權利。 |

### 數位時代的隱私權決議
聯合國會員大會於2013年12月18日通過了68/167數位時代的隱私權決議（The right to privacy in the digital age ）
|  | - 決議注意到科技發展除了使人類擁有新的通訊方式外，也指出科技同時也強化了國家、企業、與個人進行監控的能力。 - 決議對通訊監察（Surveillance）及攔截（Interception）所帶來的負面影響表達深度關切，並強調任意或不合法的通訊監控／資料蒐集，將侵犯民主社會的隱私權與言論自由。 - 決議認為人們無論在離線（Offline）或線上（Online），皆應享有相同的人權。 - 決議督促各國應設立或維持獨立的國內監督機制，以確保國家在通訊監察、攔截、以及個人資料搜集上具備透明性。 |

而2020年12月16日大會在後續的75/176號決議不但將黑客攻擊和非法使用生物識別技術列入其屬於侵犯隱私權的行為，還進一步承認人工智能對隱私權的威脅，其可能因無完善的保障措施，導致歧視或不平等

## 隱私權的定義
1960年，William L. Prosser教授在「隱私」（Privacy） 一文中，提出四種侵害類型：
一般而言，侵害私隱的行為包括：
- 侵擾被害人之幽居寧靜或秘密。
- 公開披露使被害者感覺困窘的事。
- 發布資料使大眾對受害人產生錯誤的印象。
- 未被告知自己的利益而僭用被害人之姓名與肖像。

## 新闻界
大多数人，特别是媒体关注的人，认为他们的个人生活被媒体报道是一种侵犯隐私权的行为。然而新闻业人士则认为大众有权知道处于公众人物状态的那些人的个人信息。这种区别被蕴含于大多数司法习惯中。

## 各地的隱私權法制現況

### 中华人民共和国
2015年頒布的《国家安全法》與《网络安全法》，赋予公安和安全部門等極大权力蒐集各種信息，强迫個人使用網絡服務必須遞交私人資料便於監控，並迫使网络业者将用户数据存储在中国大陸境内，并须提供安全部门无限制的“技术支持”。
而其他涉及隐私相關法例条款如下：
一、中华人民共和国宪法
|  | 第三十八条 中华人民共和国公民的人格尊严不受侵犯。禁止用任何方法对公民进行侮辱、诽谤和诬告陷害。 第三十九条 中华人民共和国公民的住宅不受侵犯。禁止非法搜查或者非法侵入公民的住宅。 第四十条 中华人民共和国公民的通信自由和通信秘密受法律的保护。除因国家安全或者追查刑事犯罪的需要，由公安机关或者检察机关依照法律规定的程序对通信进行检查外，任何组织或者个人不得以任何理由侵犯公民的通信自由和通信秘密。 |

二、中华人民共和国民法典
|  | 第一千零三十二条 自然人享有隐私权。任何组织或者个人不得以刺探、侵扰、泄露、公开等方式侵害他人的隐私权。 |

三、关于死者的隐私
|  | 最高人民法院《关于确定民事侵权精神损害赔偿责任若干问题的解释》2001年2月26日最高人民法院审判委员会第一一六一次会议通过（法释[2001]7号） 第三条 自然人死亡后，其近亲属因下列侵权行为遭受精神痛苦，向人民法院起诉请求赔偿精神损害的，人民法院应当依法予以受理： （二）非法披露、利用死者隐私，或者以违反社会公共利益、社会公德的其他方式侵害死者隐私； |

四、中华人民共和国未成年人保护法

### 引用
1. ↑  .   [2004-09-16]. （原始内容存档于2004-09-29）.
2. ↑  . United Nations.   [2021-01-16]. （原始内容存档于2021-05-06）.
3. ↑  . undocs.org.   [2024-05-16]. （原始内容存档于2024-09-25）.
4. ↑  William L. . California Law Review. 1960, (48): 383,388-389.